# Esteparia
Esteparia là một chi bướm đêm thuộc họ Noctuidae.